# Soproni Fekete Démon
A Soproni Fekete Démon egy 5,2%-os térfogat-alkoholtartalmú barna sör, a Heineken Hungária Sörgyárak Zrt. terméke.

## Jellemzői
- Alkoholtartalma nagyobb, mint a Magyarországon kapható sörök átlagos alkoholtartalma, és megegyezik a Borsodi Sörgyárak által előállított Borostyán alkoholtartalmával (5,2%)
- A Fekete Démon szaga egy kicsit kesernyés
- Szénsavtartalma megegyezik más Soproni termékekével
- Négyféle malátát tartalmaz
- Enyhén karamelles íze van

## Külső hivatkozások
- A Soproni hivatalos oldala